# Ժ
Das Žê (Ժ und ժ) ist der zehnte Buchstabe des armenischen Alphabets. Der Buchstabe stellt den Laut [⁠ʒ⁠] dar und wird im Deutschen mit dem Trigraphen Sch transkribiert.
Es ist dem Zahlenwert 10 zugeordnet. 

## Zeichenkodierung
Das Žê ist in Unicode an den Codepunkten U+053A (Großbuchstabe) bzw. U+056A (Kleinbuchstabe) zu finden.